# 大沼綾子
大沼 綾子（おおぬま あやこ、1979年4月17日 - ）は、日本の元女子バレーボール選手。

## 来歴
山形県東田川郡三川町出身。ママさんバレーをしていた母親の影響で、三川町立三川中学校入学後に本格的にバレーボールを始める。3年生時に、山形県代表で全国選抜大会に出場。その際の合宿で訪れた、古川商業高校（現・古川学園高校）の監督にスカウトされ進学する。
古川商業高等学校時代、ドリーム・ガールズ（180cm以上が4人、セッターも172cm）と呼ばれたチームで、1学年先輩だった菅山かおるや同級生の高橋翠らと共に、1996年第27回春高バレー優勝、翌1997年インターハイ準優勝に貢献した。
1998年、小田急ジュノーに入部するが1年で廃部。1999年、日立佐和リヴァーレに移籍するもケガなどあり、レギュラー定着までに6年と長らく下積み生活を経験した。その間バレーを辞めることも考えるなど悩み続けてきたが、希少な左利きのセンタープレイヤーとして、速攻や移動攻撃など多様な攻撃パターンで、2005-2006年、第12回Vリーグでは最多得点7位・アタック決定本数7位・アタック決定率15位と中心選手として活躍した。
2005年、全日本代表初選出。同年ワールドグランプリで代表デビュー。2006年も代表候補選手に登録されていた（1998年に代表候補として招集された事があるが試合には出場していない）。
2006年5月に開催された、第55回黒鷲旗全日本選手権大会で日立佐和初の準優勝に貢献したが、以前から痛めていた右膝の故障を理由に大会後、現役引退を発表した。現在は社業に専念している。

## 所属チーム
- 三川中
- 古川商業高等学校（現・古川学園高等学校）
- 小田急ジュノー（1998-1999年）
- 日立佐和リヴァーレ（1999-2006年）

## 球歴
- 全日本代表 - 2005年